# Abadia d'Altenburg
L' abadia de Altenberg (en alemany: Stift Altenburg) és un monestir benedictí situat a Altenburg, a la Baixa Àustria. Està a uns 30 quilòmetres al nord de Krems an der Donau, a la regió de Waldviertel. Va ser fundat el 1144 per la comtessa Hildeburg de Poigen-Rebgau. Durant la seva història va patir nombroses invasions i atacs, i va ser destruït pels suecs el 1645. Sota l'imperi de Josep II el 1793, se li va prohibir a l'abadia acceptar novells, però a diferència de molts altres monestirs d'Àustria, va seguir en funcionament.
L'abadia va aconseguir la seva forma barroca actual sota la direcció dels abats Maurus Boxler i Placidus Much. La modernització de l'abadia va estar supervisada per l'arquitecte Josef Munggenast amb l'ajuda d'alguns dels artistes i artesans més distingits d'Àustria: Paul Troger en els frescos, Franz Josef Holzinger en el treball d'estuc, i Johann Georg Hoppl en el del marbre. L'estructura barroca que va reemplaçar l'anterior de l'abadia romànica es diu que és una de les millors d'Àustria.

## Referències

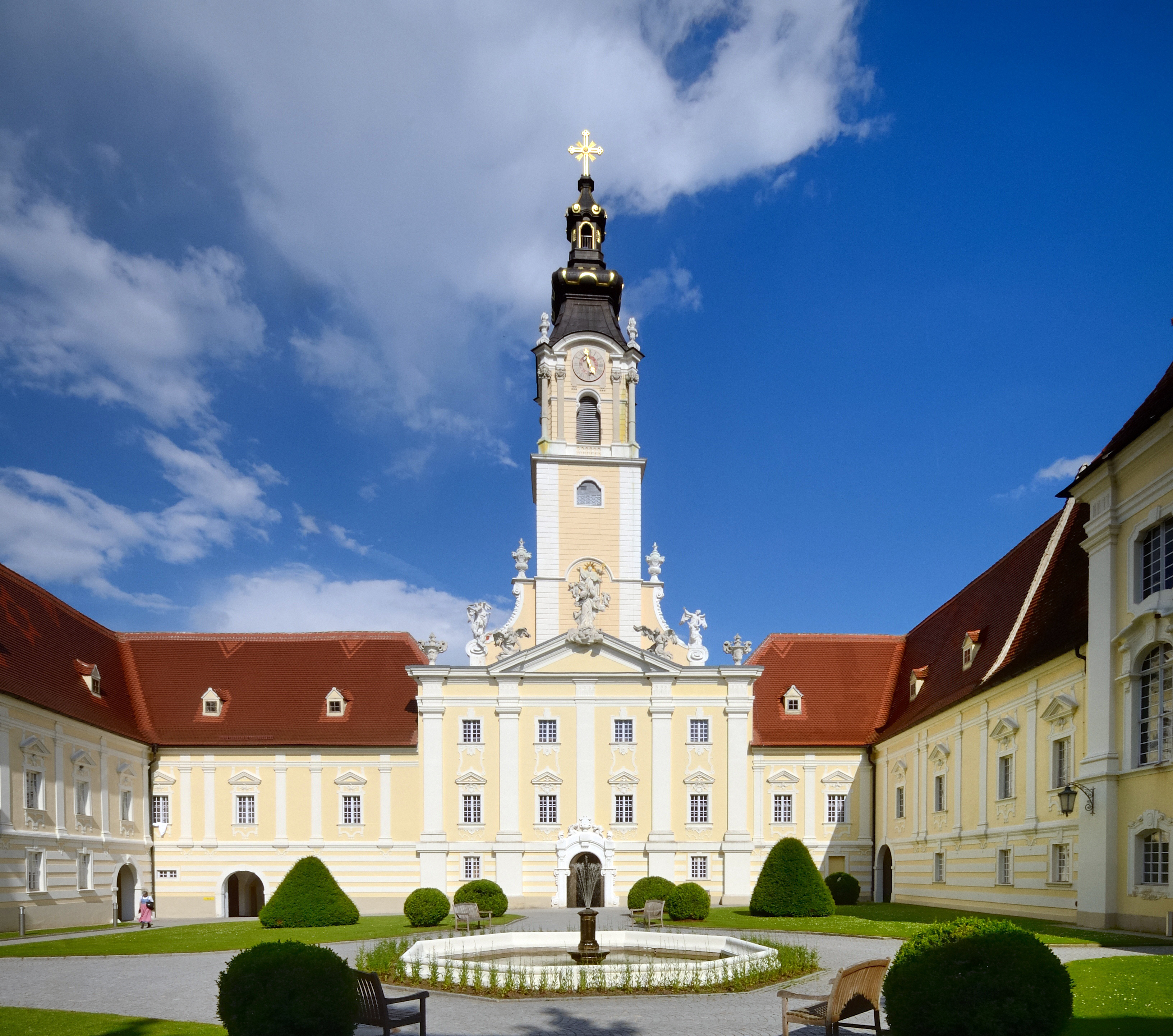
Abadia d'Altenburg